# Корнешть (Тіміш)
Корнешть, Корнешті (рум. Cornești) — село у повіті Тіміш в Румунії. Входить до складу комуни Орцишоара.
Село розташоване на відстані 415 км на північний захід від Бухареста, 17 км на північ від Тімішоари.

## Населення
За даними перепису населення 2002 року у селі проживали 555 осіб.
Національний склад населення села:
| Національність | Кількість осіб | Відсоток |
| -------------- | -------------- | -------- |
| румуни         | 516            | 93,0%    |
| угорці         | 32             | 5,8%     |

Рідною мовою назвали:
| Мова      | Кількість осіб | Відсоток |
| --------- | -------------- | -------- |
| румунська | 516            | 93,0%    |
| угорська  | 32             | 5,8%     |